# سامارسکویه (شهرستان خایبولینسکی، باشقیرستان)
سامارسکویه (انگلیسی: Samarskoye, Khaybullinsky District, Republic of Bashkortostan) یک شهرک در شهرستان خایبولینسکی استان باشقیرستان کشور روسیه است.